# Samsung Galaxy A7 (2015)
Samsung Galaxy A7 (2015) je Android phablet vyrobený společností Samsung vydaný v únoru 2014

## Historie
Samsung Galaxy A7 slouží jako jeden z nástupců Samsungu Galaxy Alpha. Byl vydán společně se Samsung Galaxy A3 a A5. Nejprve byl vydán s Androidem 4.4.4 KitKat, nicméně Android Android 6.0.1 Marshmallow byl pro telefon zpřístupněn prostřednictvím softwarové aktualizace v červnu 2016. Slouží jako špičková varianta řady Galaxy A. Jeho nástupcem se stal Samsung Galaxy A7 (2016).

## Marketing
Zařízení bylo vydáno na začátku roku 2015.
Blog spotřební elektroniky HDBlog ohodnotil Galaxy A7 8,6 / 10,zatímco web GSMArena jej ohodnotil jako dobré zařízení, přičemž kritizoval náklady ve srovnání s nabízeným hardwarem, absenci řady Android Lollipop. a skutečnost, že baterie nelze odstranit